# Кунарське
Куна́рське (рос. Кунарское) — село у складі Богдановицького міського округу Свердловської області.
Населення — 733 особи (2010, 749 у 2002).
Національний склад станом на 2002 рік: росіяни — 84 %.

## Відомі люди
- Лихачова Олександра Іванівна — Герой Соціалістичної Праці.